# Herrschaft Wildberg

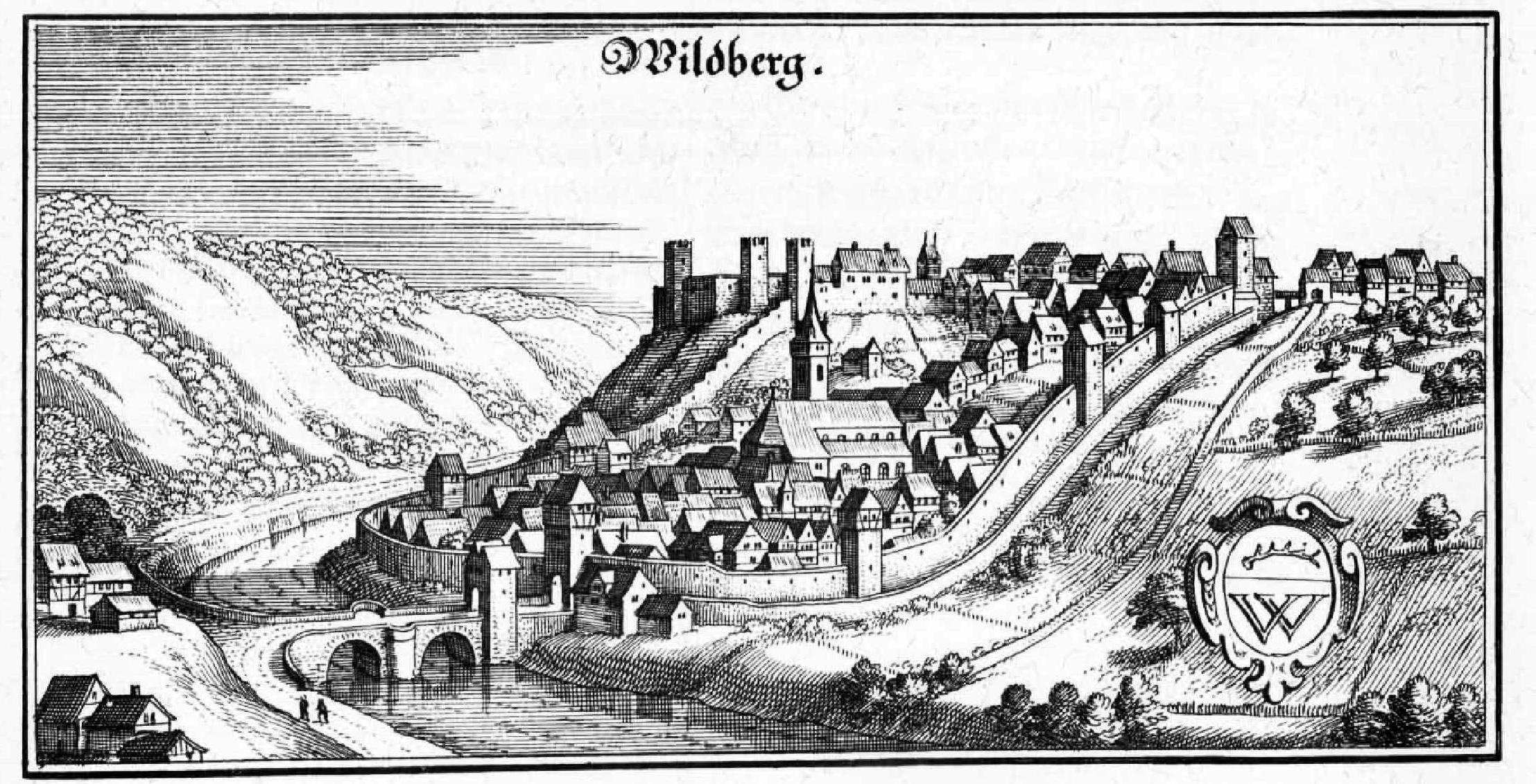
Wildberg, Stich von Matthäus Merian (um 1643)

Die Herrschaft Wildberg wird erstmals 1237 urkundlich erwähnt, als sie von den Tübinger Pfalzgrafen an die Grafen von Hohenberg kam. Ursprünglich gehörte zur Herrschaft auch Altensteig und Neubulach.
Nach verschiedenen Teilungen kam zwischen 1364 und 1377 die Herrschaft durch Kauf an die Kurpfalz.
Im Jahr 1440 kam die Herrschaft Wildberg durch Kauf an Württemberg. Bis 1807 war Wildberg Sitz eines württembergischen Amts.